# Eirenis
Eirenis es un género de serpientes de la familia de los colúbridos. Se distribuyen desde la península de los Balcanes hasta el subcontinente indio pasando por la península arábiga y el nordeste de África.

## Especies
Según The Reptile Database:
- Eirenis africana (Boulenger, 1914)
- Eirenis aurolineatus (Venzmer, 1919)
- Eirenis barani Schmidtler, 1988
- Eirenis collaris (Ménétries, 1832)
- Eirenis coronella (Schlegel, 1837)
- Eirenis coronelloides (Jan, 1862)
- Eirenis decemlineatus (Duméril, Bibron & Duméril, 1854)
- Eirenis eiselti Schmidtler & Schmidtler, 1978
- Eirenis hakkariensis Schmidtler & Eiselt, 1991
- Eirenis kermanensis[1] Rajabizadeh, Schmidtler, Orlov & Soleimani, 2012
- Eirenis levantinus Schmidtler, 1993
- Eirenis lineomaculatus Schmidt, 1939
- Eirenis mcmahoni (Wall, 1911)
- Eirenis medus (Chernov, 1940)
- Eirenis modestus (Martin, 1838)
- Eirenis persicus (Anderson, 1872)
- Eirenis punctatolineatus (Boettger, 1892)
- Eirenis rechingeri Eiselt, 1971
- Eirenis rothii Jan, 1863
- Eirenis thospitis Schmidtler & Lanza, 1990